# Store Heddinge
Store Heddinge es una localidad danesa del sureste de Selandia. Es la capital del municipio de Stevns y tiene 3.288 habitantes en 2013.

## Historia
El nombre original de la localidad fue Hedding, como aparece por primera vez en documentación escrita, concretamente en el Libro del censo del rey Valdemar de 1231.
Store Heddinge comenzó como una localidad agrícola, sin comercio importante. Al estar en el interior, utilizaba los puertos de Rødvig, al sur, y el de Bøgeskov, al norte. Debido a su escaso crecimiento, en más de una ocasión se pensó en quitarle sus privilegios de ciudad. Permaneció como una localidad muy pequeña durante varios siglos. En el siglo XVIII se establecieron algunas destilerías de brændevin y en el siglo XIX talleres de artesanías e industrias pequeñas, lo que incrementó un poco el comercio con los alrededores. 
En 1879 Store Heddinge se enlazó por tren con otras localidades, entre ellas Køge. Con la llegada del tren los pequeños puertos resultaron innecesarios. En esta época había algunas pequeñas cervecerías y fundidoras de hierro, pero nunca se estableció la industria a gran escala.